# Шипари
Шипари — деревня в Гагаринском районе Смоленской области России. Входит в состав Покровского сельского поселения. Население — 5 жителей (2007). 
Расположена в северо-восточной части области в 26 км к югу от Гагарина, в 22 км южнее автодороги М1 «Беларусь». В 27 км севернее деревни расположена железнодорожная станция Гагарин на линии Москва — Минск. 

## История
В годы Великой Отечественной войны деревня была оккупирована гитлеровскими войсками в октябре 1941 года, освобождена в марте 1943 года. 